# Paolo Di Canio
Paolo Di Canio (* 9. Juli 1968 in Rom) ist ein ehemaliger italienischer Fußballspieler und heutiger -trainer. Er spielte im Sturm.

## Leben

### Laufbahn als Spieler
Paolo Di Canio begann seine Karriere 1985 bei Lazio Rom. Er spielte daraufhin zehn Jahre bei verschiedenen Vereinen in seiner Heimat, wie dem AC Mailand oder Juventus Turin. Mit diesen zwei Vereinen gewann er seine einzigen drei Titel.
Im Jahr 1996 wechselte er zu Celtic Glasgow, wurde aber nach nur einem Jahr zu Sheffield Wednesday transferiert, obwohl er in der Spielerwahl zu Schottlands Fußballer des Jahres gewählt wurde. Er war nach Theo Snelders und Brian Laudrup der dritte Nichtbrite, der diese Auszeichnung erhielt. Bei Sheffield Wednesday fiel Di Canio durch seine Gewalttätigkeit auf. Im Spiel gegen den FC Arsenal geriet er mit seinem Gegenspieler Martin Keown aneinander, woraufhin beide die Rote Karte sahen. Der Italiener wollte die Entscheidung jedoch nicht akzeptieren und stieß Schiedsrichter Paul Alcock zu Boden. Als Konsequenz wurden eine Sperre für elf Spiele und eine Geldstrafe von 10.000 Pfund verhängt. Als er wieder spielberechtigt war, fehlte er jedoch oft beim Training und an den Spieltagen. Nach einem Angebot in Höhe von 2 Millionen Pfund wurde Di Canio zu West Ham United transferiert. Bei seinem neuen Verein stabilisierte sich sein Verhalten.
Nach der Saison 2002/03 wechselte Di Canio zu Charlton Athletic, da West Ham abgestiegen war. Im Sommer 2004 wechselte er wieder nach Italien zu seinem Stammklub Lazio Rom. Dort wurde er zum Kapitän ernannt und wurde wieder zum Liebling der Lazio-Fans. Im Sommer 2006 ging Di Canio zum Viertligisten AS Cisco Roma, wo er seine Karriere 2008 beendete.
2006 wurde Di Canio in Rom bei einem Spaziergang mit einem bekannten Faschisten von rechtsgerichteten Fußballfans mit den Worten „Du bist kein Kamerad mehr, die wahren Faschisten sind wir“ attackiert. Als auch seine Ehefrau und seine Tochter beleidigt wurden, wollte sich Di Canio mit Handgreiflichkeiten zur Wehr setzen, wobei er am Bein verletzt wurde.

### Laufbahn als Trainer
2008 war Di Canio als Trainer seines ehemaligen Vereins West Ham United im Gespräch, jedoch sorgte seine politische Einstellung dafür, dass nicht er, sondern sein Landsmann Gianfranco Zola diesen Posten übernahm. Eine Trainerlizenz der UEFA besitzt er seit April 2008.
Im Mai 2011 übernahm er das Traineramt beim englischen Fußballverein Swindon Town von Danny Wilson. In der ersten Saison führte er den Verein als Saisonsieger direkt aus der League 2 in die League 1. Er konnte sich in der Saison 2012/2013 im oberen Teil der Tabelle etablieren. Nach Streitigkeiten mit den alten Eigentümern über Spielertransfers und dem erwarteten Verkauf des Vereins, kündigte Di Canio seinen Vertrag am 18. Februar 2013 auf, als der Verein den sechsten Tabellenplatz belegte.
Am 31. März 2013 wurde er beim Premier-League-Club AFC Sunderland als Nachfolger von Martin O’Neill mit dem erklärten Ziel Klassenerhalt des angeschlagenen Erstligisten vorgestellt. Gleichzeitig legte der britische Politiker David Miliband (Labour Party) sein Aufsichtsratsmandat bei Sunderland nieder, da er wegen Di Canios politischer Einstellung mit diesem nicht zusammenarbeiten könne. Di Canio erklärte in einem Statement, er sei „kein politischer Mensch“, distanzierte sich jedoch in der Folge nicht vom Faschismus. Er rettete den Verein knapp vor dem Abstieg.
Sein dortiges Engagement wurde jedoch von der Vereinsführung am 22. September 2013 nach einem schwachen Saisonstart beendet. Di Canio konnte sich mit seiner offensiven 4-2-4-Aufstellung nicht durchsetzen und hatte zu einigen Spielern ein gestörtes Verhältnis.

### Strafen und Politik
Als Kapitän von Lazio Rom wurde Di Canio im März 2005 von der Disziplinarkommission des italienischen Fußballverbands FIGC zur Zahlung einer Geldstrafe von 10.000 Euro verurteilt, weil er am 6. Januar 2005 beim Stadtderby gegen die AS Rom seine Anhänger mit dem faschistischen römischen Gruß, der Benito Mussolini gilt und dem Hitlergruß sehr ähnlich ist, gegrüßt hatte.
Di Canio, der sich selbst als Neofaschist und rechtsradikal bezeichnet, akzeptierte das Urteil nicht, sondern wiederholte den an seine Fans gerichteten faschistischen Gruß am 11. Dezember 2005 beim Spiel gegen AS Livorno, dessen Anhänger politisch linksorientiert sind und dessen damaliger Stürmer Cristiano Lucarelli Kommunist ist, sowie bei seiner Auswechslung sechs Tage später im Spiel gegen Juventus Turin. Dies führte zu einer erneuten Strafe von 10.000 Euro sowie zu einer Spielsperre in der Serie A. Auch der Weltverband FIFA nahm Untersuchungen zur „Causa Canio“ auf.
Die Irriducibili Lazio, deren Mitglied Di Canio ist, organisierten daraufhin eine Demonstration zu Gunsten Di Canios vor dem Sitz des italienischen Fußballverbandes. An dieser nahmen am 23. Dezember rund 500 Personen teil. Als Solidaritätsgeste starteten drei Fan-Vereinigungen von Lazio Rom eine Sammelaktion, um die 10.000 Euro Strafe aufzubringen.
Auf Di Canios rechten Oberarm ist das Wort „Dux“ tätowiert, geschrieben von oben nach unten in den Lettern „DVX“, was die lateinische Form von Duce (Führer) ist, dem Titel des ehemaligen italienischen Diktators Mussolini. Im September 2016 wurde er als Kommentator beim Fernsehsender Sky Sport entlassen, nachdem im Internet Bilder von Di Canio mit jenem Tattoo aufgetaucht waren.

## Titel
- UEFA-Pokal-Sieger: 1992/93
- UEFA-Super-Cup-Sieger: 1994
- Italienischer Meister: 1995/96

## Auszeichnungen
Paolo Di Canio erhielt 2001 den FIFA-Fairplay-Preis für eine Aktion während des Spiels zwischen West Ham United und dem FC Everton: Aus dem Spielverlauf heraus ergab sich für Di Canio die Chance, auf das leere Tor der Toffees zu schießen, doch als er bemerkte, dass Evertons Torhüter Paul Gerrard verletzt am Boden lag, nahm er den Ball in die Hände und unterbrach somit das Spiel, damit Gerrard behandelt werden konnte. Er wurde für sein Handspiel mit einer gelben Karte verwarnt. Die FIFA bezeichnete sein Verhalten als einen „besonders guten Akt sportmännischen Verhaltens“. Allerdings sagte Di Canio auch, dass er sich in einem Derby gegen die Roma eher die Hand abschneide, als den Ball aufzuheben.

## Privat
Di Canio, der drei Brüder hat (Antonio, Giuliano und Dino), ist verheiratet und hat mit seiner Frau zwei Töchter.